# ディアフーフ
ディアフーフ（英: Deerhoof）は、アメリカのノイズロックバンド。

## メンバー
- サトミ・マツザキ (ベース、ボーカル)
- グレッグ・ソーニア (ドラム、ボーカル)
- ジョン・ディートリック (ギター)
- エド・ロドリゲス (ギター)

### 旧メンバー
- ケリー・グッド
- ロブ・フィスク
- クリス・コーエン

## 来歴

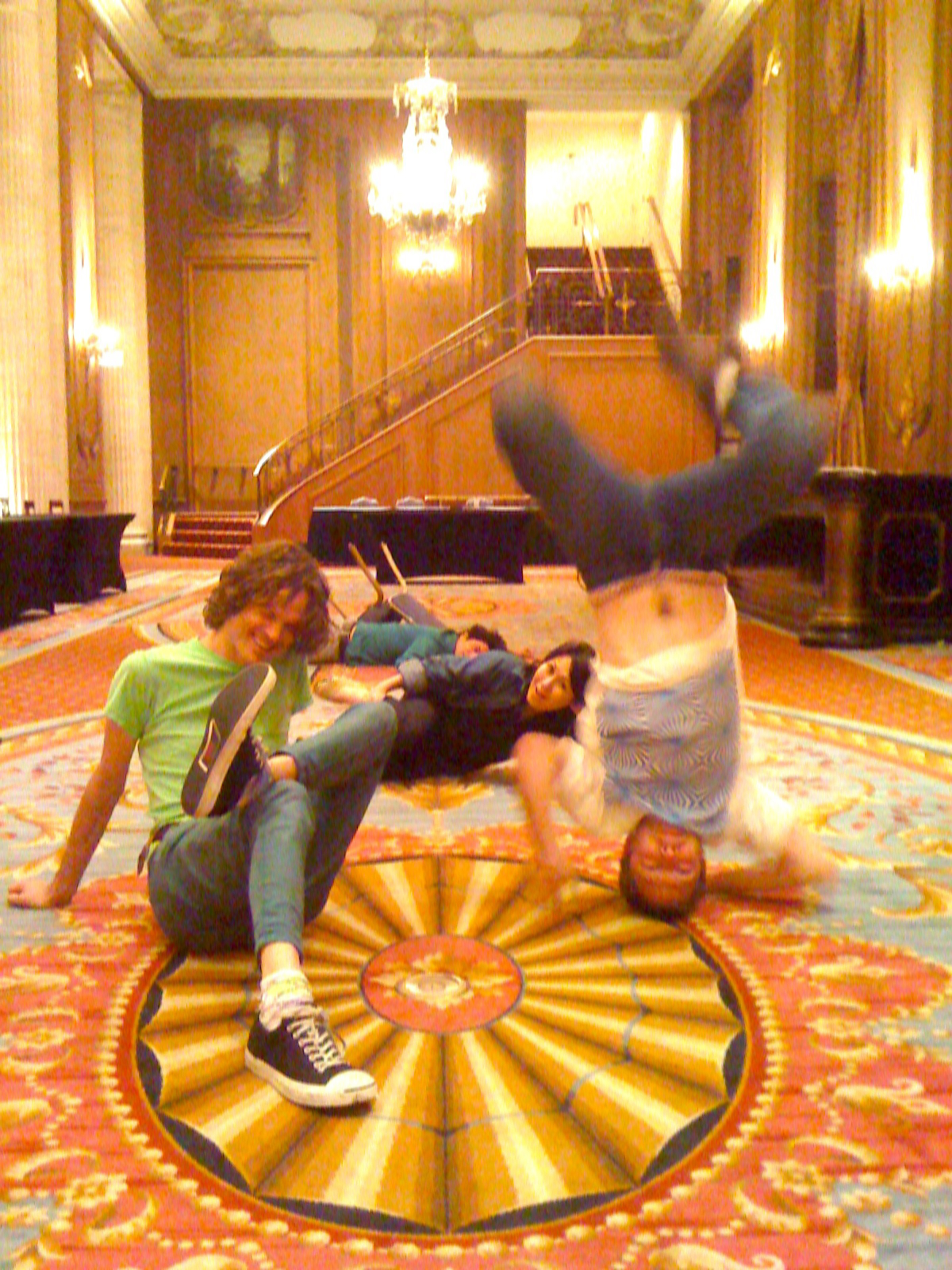

1994年にグレッグ・ソーニアとロブ・フィスクによってサンフランシスコで結成される。翌1995年、アメリカのインディーミュージックフェス「YOYO-A-GOGO」で行ったライブをスリム・ムーン（キル・ロック・スターズ・レコードの設立者）が見ていたことがきっかけとなり、シングル『Return of the Wood M'lady』のリリースが決定する。
1995年に東京都出身のサトミ・マツザキがボーカルとして加入。当時は全く楽器の演奏経験が無かったが、1週間後にツアーを決行した。1997年にロブ・フィスクが脱退。その後マツザキとグレッグは最初のアルバム『The Man, the King, the Girl』をキル・ロック・スターズと5 Rue Christine（英: 5 Rue Christine）の2つのレーベルから共同リリースする。
1998年頃からマツザキはベースを演奏し始める。ロブがギタリストとして再び加入し、同時にケリー・グッドが加入する。1999年にアルバム『Holdypaws』のレコーディングの後にロブとケリーが脱退。その後ジョン・ディートリックがギタリストとして加入。5月、クリス・コーエンが平行して所属していたバンドであるThe Curtains（英: The Curtains）での活動に専念するために脱退。
2007年にフジロック・フェスティバルに出演。2008年2月、これまでGorge Trio（英: Gorge Trio）でジョンと共に活動してきたエド・ロドリゲスがギタリストとして加入。再び4人編成となる。
2011年、キル・ロック・スターズからポリヴァイナル・レコーズへ移籍。同年のフジロックフェスティバルに出演。

### インタビュー等
- Deerhoof - ピッチフォーク
- ディアフーフ、アルバム2タイトル入荷＆インタビュー掲載！ - listenmusic
- Interviews -Deerhoof- - HARDLISTENING
- Deerhoof サトミ・マツザキ　インタビュー - GO 豪 メルボルン
- DEERHOOF｜THINK PIECE - Web Magazine「ハニカム」
- ディアフーフ 『Deerhoof vs. Evil』 インタビュー - OTOTOY
- Deerhoof インタビュー - HMV ONLINE (2010年12月28日)
- DEERHOOF インタビュー - FUJIROCK EXPRESS'11
- inteview with Satomi Matsuzaki (Deerhoof)　ディアフーフの10作目と彼女の記号性 - ele-king - DOMMUNE
- ディアフーフの20年と、これから。最新アルバムと列島縦断ツアーについて、フロント・ウーマンのサトミを直撃！！ - Qetic
- DEERHOOF JAPAN TOUR 2014 記念スペシャルインタビュー - felicity
- ディアフーフの最新作『ディアフーフ vs. イーヴィル』で贈るみんなのうた。紅一点のサトミさんにヒーロー・インタビュー！？[リンク切れ] - Qetic